# The General
The General is een stomme film uit 1926 onder regie van Clyde Bruckman en Buster Keaton, losjes gebaseerd op The Great Locomotive Chase in de Amerikaanse Burgeroorlog. De film was geen commercieel succes, maar heeft sindsdien een herwaardering ondergaan.

## Verhaal
Johnnie Gray was stoker op een trein van de Confederatie van de Verenigde Staten tijdens de Amerikaanse Burgeroorlog. Ondertussen wachtte thuis zijn verloofde Annabelle Lee op zijn terugkomst. Wanneer hij zich inschrijft om het leger in te gaan, wordt hij geweigerd omdat hij nuttiger zou zijn bij de spoorwegen. Echter, dit wordt hem niet verteld.
Als hij teleurgesteld vertrekt, wordt hij gewenkt door de vader van Annabelle om zich aan te sluiten bij de rij. Hij negeert dit en loopt door. Haar vader neemt dit fout op en denkt dat hij probeert weg te lopen. Wanneer hij tegen zijn dochter vertelt dat Johnnie een lafaard is, zegt Annebelle tegen Johnnie dat hij maar beter in uniform kan komen.
Een jaar gaat voorbij. Wanneer Annebelle te horen krijgt dat haar vader ernstig gewond is, wil ze hem bezoeken. Wanneer ze met de trein gaat, is dit bij toeval ook de trein waar Johnnie de stoker op is. De trein wordt gekaapt door spionnen die voor de Unie werken en ontvoeren haar. Het is nu aan Johnnie om Annabelle, de trein en het leger van Tennessee te redden.
De plot neemt een wending wanneer er een achtervolging komt tussen twee locomotieven.

## Rolverdeling
| Acteur        | Personage            |
| ------------- | -------------------- |
| Buster Keaton | Johnnie Gray         |
| Marion Mack   | Annabelle Lee        |
| Joe Keaton    | Generaal van de Unie |
| Jim Farley    | Generaal Thatcher    |

## Ontvangst
The General deed het na uitkomst slecht in de bioscoop en kreeg slechte kritieken. Variety meldde dat de film "far from funny" (ver van grappig) is en dat hij is geflopt. The New York Times schreef dat Keaton meer op een acrobaat dan op een clown lijkt in de film. Ook Los Angeles Times was niet positief over de film. Keaton kon moeilijk omgaan met de kritiek aangezien hij dit als een van zijn beste films beschouwde.
Tegenwoordig wordt de film als een van de beste ter wereld gezien. De film staat in de top 250 beste films ooit van zowel de Nederlandse Moviemeter als de internationale IMDb. Verder bereikte de film de 18e plaats bij de American Film Institute's "100 Years, 100 Laughs".
Roger Ebert plaatste de film op #10 van de beste films ooit gemaakt.

## Productie
Buster Keaton kende het verhaal, met de locomotieven The General en Texas, en probeerde de echte The General, die nog steeds bestaat, te huren. Maar de eigenaars weigerden omdat het een komedie zou worden. In 1926 werd in Oregon een "ouderwets" gebied gevonden dat authentieker zou zijn voor de film. Er werden drie locomotieven voor de film gekocht. In mei 1926 begonnen de opnames in Cottage Grove, en zolang die duurden reden er geen reguliere treinen. 1500 inwoners werkten mee aan de film. De productie werd steeds duurder, ook door vele ongevallen, tot ongenoegen van Schenck. Voor de eindclimax kregen alle inwoners vrij, er werden zes camera's gebruikt, de opname begon vier uur te laat, en kostte het recordbedrag van 42.000 dollar.

## Stunts
Keaton verrichtte zelf veel gevaarlijk fysieke stunts op en rondom rijdende locomotieven. Zo springt Keaton op zeker moment van de ene locomotief op de andere locomotief. Een van de gevaarlijkste stunts is wanneer Keaton op de koppelstangen zit. Toen de trein begon te rijden en op het punt stond een tunnel binnen te rijden, was het niet onwaarschijnlijk dat Keaton de lucht in zou vliegen en misschien zelfs zou overlijden. Een andere stunt is wanneer hij ziet dat de voortvluchtigen een spoorbiels als blokkade hebben gebruikt. Terwijl de locomotief langzaam rijdt gaat Keaton helemaal naar voren en op de koeienschuiver. Hij weet de balk in één keer uit het spoor te tillen en weg te gooien. Deze opname moest in één keer slagen om ontsporing te voorkomen.
In de climax van de film breekt een brandende brug wanneer een trein eroverheen rijdt. Keaton huurde 500 figuranten in. Keaton vertelde de officier niet dat er een ernstige stunt zou gaan plaatsvinden. De shock die de acteur vertoont wanneer dit gebeurt, is dan ook niet geacteerd.

## Trivia
- The General is een van de duurste films uit zijn tijd. De gebroken trein op het einde kon niet verplaatst worden, omdat de studio zich dit financieel niet kon veroorloven. De trein werd achtergelaten en werd voor 20 jaar lang een toeristische attractie.
- Tijdens het filmen van de laatste scène, ontstond er een brand in de bossen rondom het water. Het filmen moest worden stopgezet om de brand te bestrijden.
- Dit was de favoriete film van Buster Keaton.
- De echte originele locomotieven The General en Texas uit The Great Locomotive Chase bestaan nog steeds. The General (bouwjaar 1855) staat in Kennesaw, Georgia, en de Texas(bouwjaar 1856) staat in Atlanta.